# Museo de la Música de Barcelona
El Museo de la Música de Barcelona es un museo de música en Barcelona que agrupa una colección de instrumentos y documentos musicales de todo el mundo, desde las antiguas civilizaciones hasta las nuevas tecnologías del siglo XXI. Se exhiben más de 500 piezas (de un total de 2000 instrumentos) y 10 000 documentos sonoros, que han llegado a partir de legados y donaciones.Es considerado como uno de los fondos más importantes de España.
Su misión es mostrar que los instrumentos musicales son material vivo de nuestro pasado, plenos de sentido y de información sobre nuestro patrimonio musical.
El Museo de la Música está bajo la tutela del Ayuntamiento de Barcelona. Desde el 2007 su sede se encuentra en la segunda planta del Auditorio de Barcelona, en el barrio del Fort Pienc. 

## Edificio

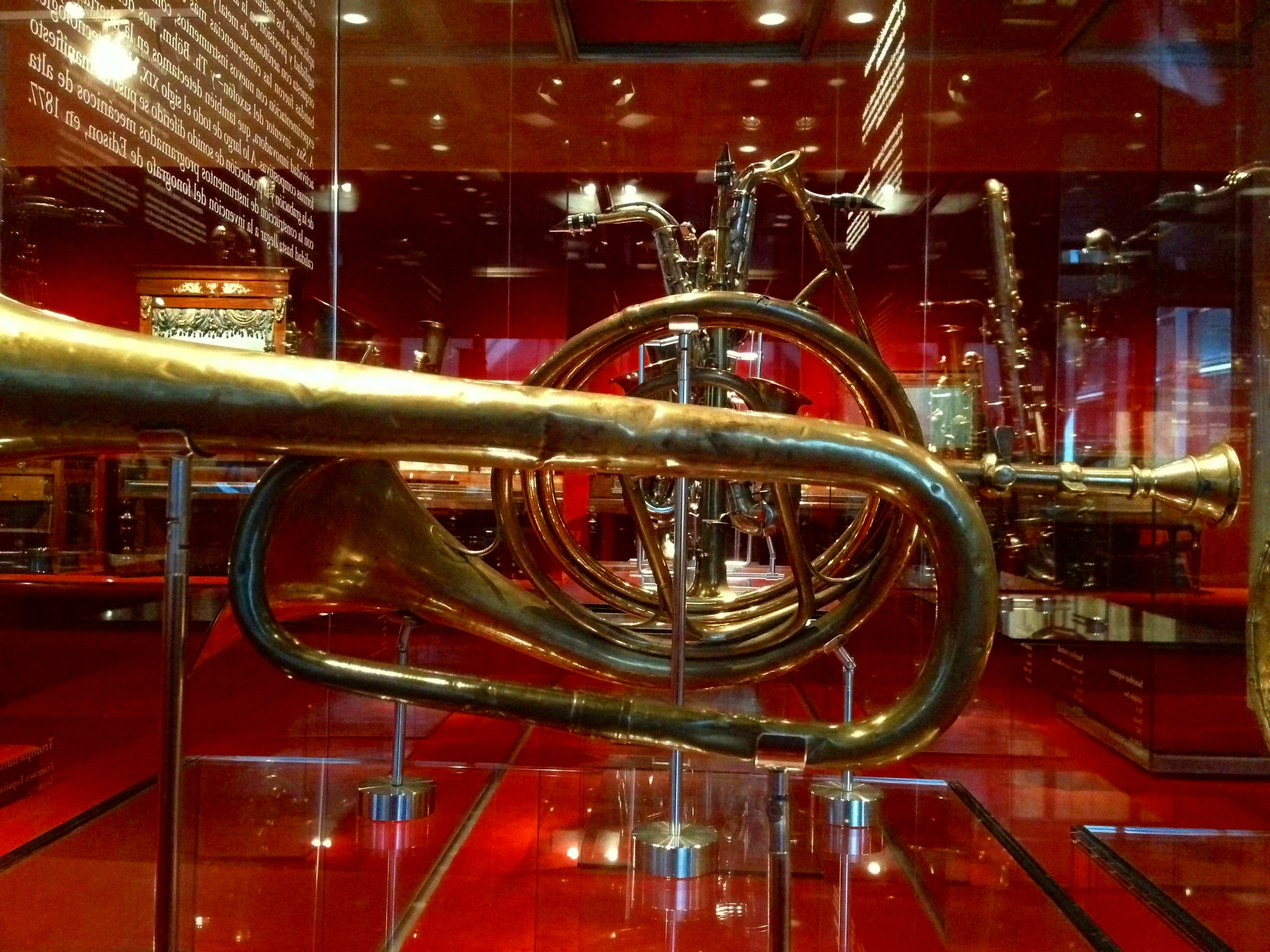
Sección de aerófonos del Museo de la Música de Barcelona

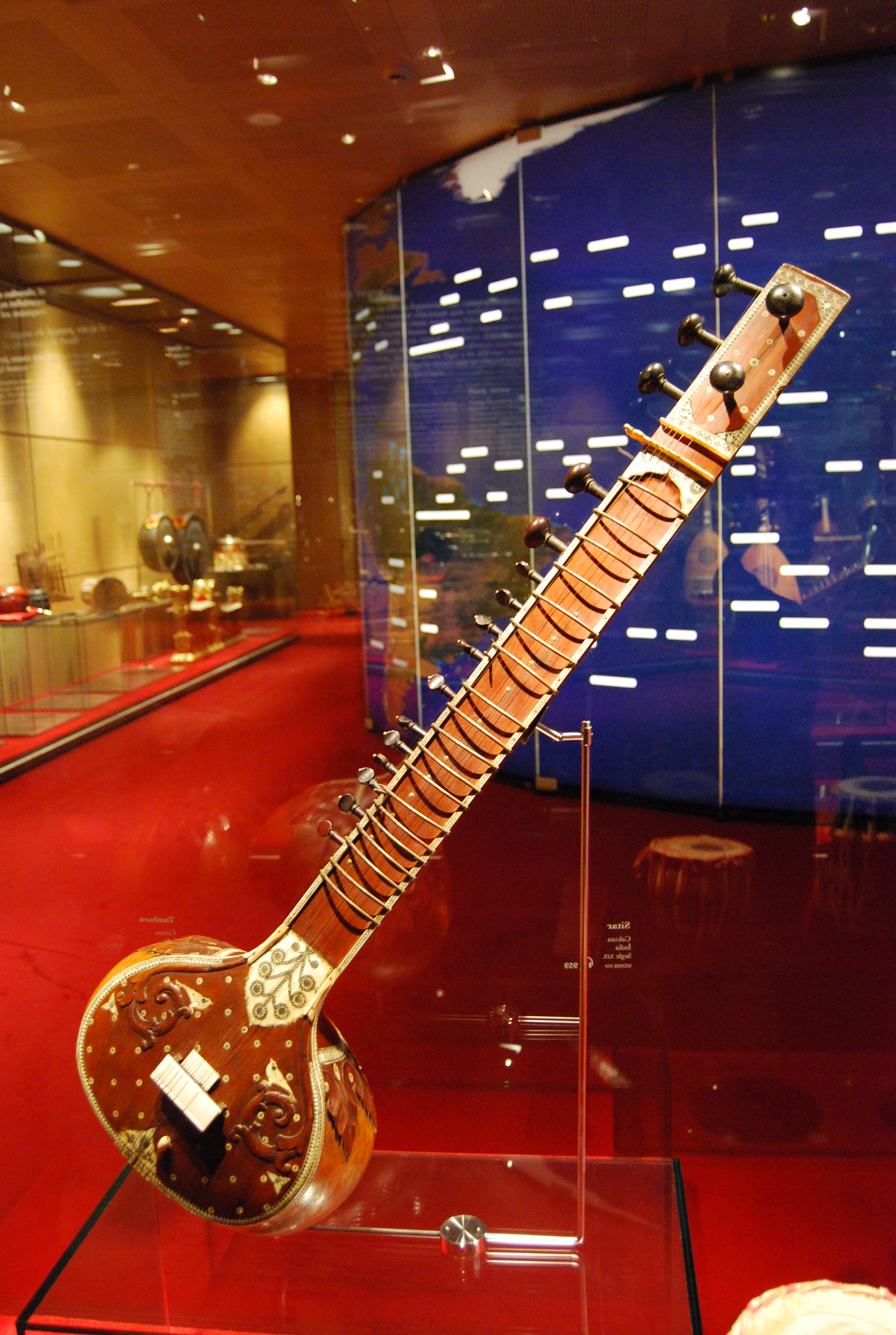
Sitar (India)

El Museo de la Música se inauguró en marzo de 2007 en la segunda planta del Auditorio de Barcelona, edificio moderno (de 42 000 metros cuadrados) diseñado por el arquitecto Rafael Moneo, uno de los más destacados representantes de la arquitectura española, que se inauguró el 22 de marzo de 1999. Alrededor del tragaluz central del museo, que muestra una intervención pictórica de Pablo Palazuelo, se estructuran sus salas de exposición permanente. El Espacio de Documentación e Investigación está en el tercer piso.

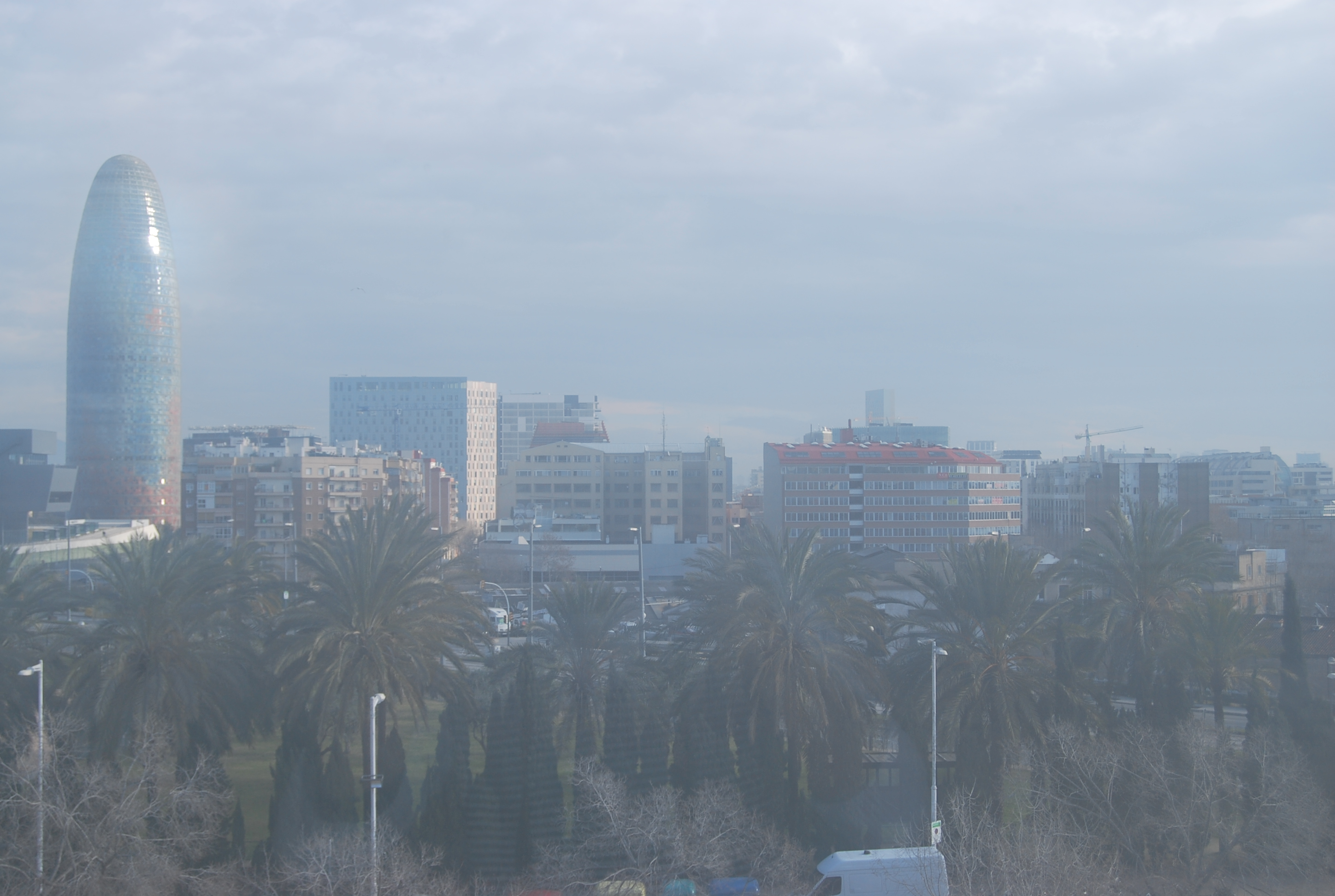
Barcelona (Pl. Glòries) Vista de la calle desde el interior del Museo

Con la inauguración del Museo de la Música se concluyó en Barcelona el proyecto de la Ciutat de la Música del Auditori, dado que, en el mismo edificio tienen su sede, además del museo, la Orquesta Sinfónica de Barcelona y Nacional de Cataluña (OBC) y la Escuela Superior de Música de Cataluña (ESMuC).
El edificio del auditorio sigue la estructura del Plan Cerdá, puesto que para Ildefonso Cerdá la zona de la Plaza de las Glorias Catalanas era el centro geográfico de Barcelona en su proyecto. Se puede llegar fácilmente con transporte público (paradas Marina o Glorias de la Línea 1 del metro de Barcelona). Desde hace unos años, firmas de prestigio internacional han estado llevando a cabo proyectos en los alrededores de esta plaza, transformándola como parte del Distrito 22@, que forma parte del distrito de San Martín.

## Historia
El Museo de la Música es la culminación de un largo proceso de un proyecto para un espacio dedicado a la música en Barcelona que empezó a principios de la década del siglo XX. En junio de 1921 la Comisión Municipal de Cultura aceptó la donación que un grupo de prohombres barceloneses, amantes de la música, ofrecieron para poner en marcha el nuevo Museo del Teatro, la Música y la Danza.
En 1931 la mayor parte de los fondos se destinaron al Instituto del Teatro, dado que la colección inicial se incrementó con nuevas donaciones. En 1932, Orsina Baget de Folch promovió que se cediera en depósito a la Junta de Museos de Barcelona una importante colección de instrumentos de música antiguos, hecho que enriqueció y amplió la colección inicial del museo. La Junta de Museos trasladó del Palacio de Albéniz al antiguo pabellón de la casa real del Parque de Montjuic (Exposición Internacional de Barcelona de 1929) la colección de instrumentos antiguos.
La llegada de la guerra civil española paró el proyecto de la creación del museo. El 29 de mayo de 1946 se inauguró el Museo en un ala del segundo piso del Conservatorio Superior de Música del Liceo, en la calle del Brezo de Barcelona.
La colección inicial de instrumentos se triplicó gracias a las donaciones realizadas por músicos y la sociedad civil de Cataluña. Por este motivo, junto a las primeras colecciones y, de la importante colección de instrumentos antiguos de Folch y Torres-Baget (la compra definitiva fue el año 1947), se suman otras piezas singulares representativas de la cultura europea. Las culturas africana, de Oriente Lejano y latinoamericana están representadas gracias a las expediciones a países y culturas lejanas que promovieron durante las décadas de 1950 y 1960 el entonces director del Museo Etnológico, Augusto Panyella, y Eudald Serra. El 1970 se adquirió la Colección Arellano, con un fondo muy completo de fonógrafos y gramófonos.
Debido de al crecimiento del Conservatorio, el 1980 el Museo se trasladó al Palacio del Barón de Quadras, edificio modernista construido el 1909 por el arquitecto Josep Puig i Cadafalch y que había sido vivienda del Barón de Quadras. El 1981 las colecciones se reorganizaron: se expusieron de acuerdo con la naturaleza acústica y la producción sonora de las piezas, lo que todos conocemos como las grandes familias de los instrumentos musicales. El Museo las expuso conservando las estructuras originales del palacio. La exuberante decoración modernista de la planta principal hacía apreciar la riqueza y autenticidad del palacio. El 11 de febrero de 1983 se reinauguró oficialmente el Museo, bajo la dirección de Romà Escalas i Llimona. Supuso la posibilidad de dar una mayor apertura del Museo a la ciudad, puesto que se inició una programación pública de actividades y servicios dirigidos al público.
El 2001 el Museo cerró sus puertas al público en el Palacio del Barón de Quadras para preparar sus colecciones de cara al nuevo proyecto museológico en el edificio del Auditorio de Barcelona.
En marzo de 2007 el Museo inaugura su nueva sede en el Auditorio de Barcelona. El museo comprende desde la vertiente histórica y de conservación, el de investigación hasta al de la difusión del patrimonio musical de la ciudad.

## Colección

### Fondo instrumental

#### Cordófonos

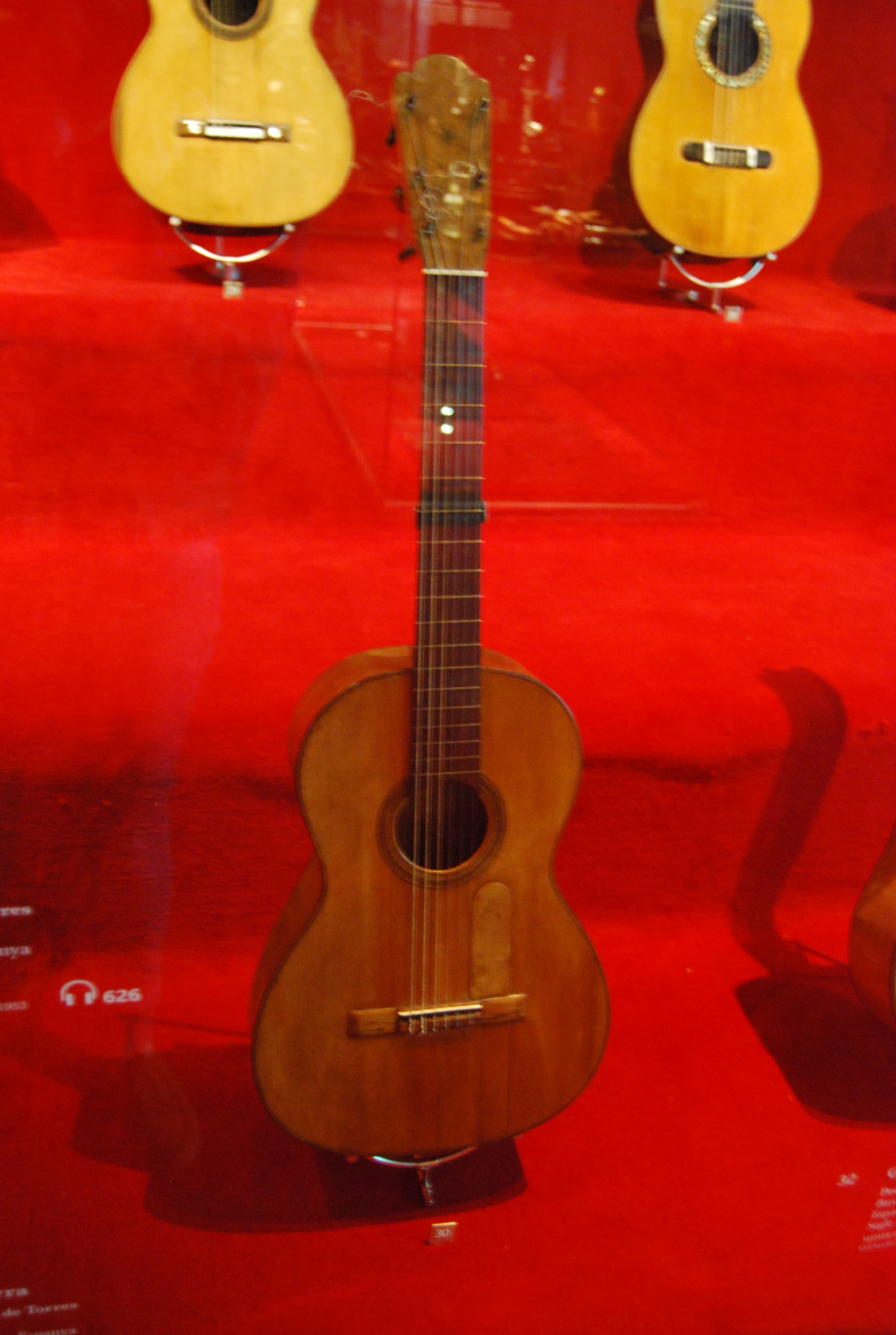
Guitarra de Torres

La producción del sonido mediante la vibración de una cuerda ha sido patrimonio de numerosas culturas desde tiempos inmemoriales.
La presencia de estos instrumentos en el Museo está ampliamente representada: desde la simplicidad de un arco musical africano hasta la complejidad organológica o la riqueza decorativa manifestada en instrumentos como el qanun árabe, el koto japonés o el sitar hindú. En cuanto a la representación de la evolución de la historia musical occidental, pueden destacarse numerosos instrumentos que ilustran las distintas épocas.
La colección de guitarras es importante por el propio hecho de tratarse de un instrumento singular de nuestra historia musical y, por eso, es sin duda uno de los instrumentos más solicitados para la colaboración en exposiciones. Destacan las dos guitarras del constructor Antonio de Torres, ambas de la Colección Llobet. Una de ellas es un instrumento del siglo XIX de tamaño y sistema de construcción característicos, y la otra (considerada una de las mejores guitarras construidas en este taller) recurre al cartón para demostrar, según la tradición, que lo más importante para el sonido del instrumento es la tabla armónica. Otras piezas importantes de la colección, en la que hay desde una guitarra barroca del siglo XVII hasta las de constructores actuales como García, Simplicio o Fleta, son las de los lutieres Altimira y Pagès, además de curiosidades como una guitarra de doble mástil o, mucho más comunes, las guitarras-lira.
Otra colección notable es la de laúdes, con ejemplares de los mejores constructores de los siglos XVI y XVII. Otros instrumentos como las mandolinas, las pandoras o los cistres completan la extensa variedad de la cuerda punteada en nuestra historia.
El salterio, instrumento de larga evolución desde la Edad Media hasta el siglo XVIII, cuando desaparece a causa de la proliferación de los instrumentos de teclado. Con diecinueve ejemplares, la colección del Museo es la más numerosa del mundo, lo que permite hacer un estudio en profundidad de su evolución.
La presencia de los cordófonos de frotación se consolida a partir de los siglos XVI y XVII en dos grandes familias totalmente diferenciadas: las vihuelas de arco y la familia del violín. El Museo conserva valiosas vihuelas de arco, obras de los lutieres Barak Norman y Joachim Tielke. De la familia del violín, la colección contiene instrumentos de los grandes maestros catalanes y españoles, como Salvador Bofill, los Altimira y José Contreras, que acercan nuestra violería al nivel de las grandes obras italianas.

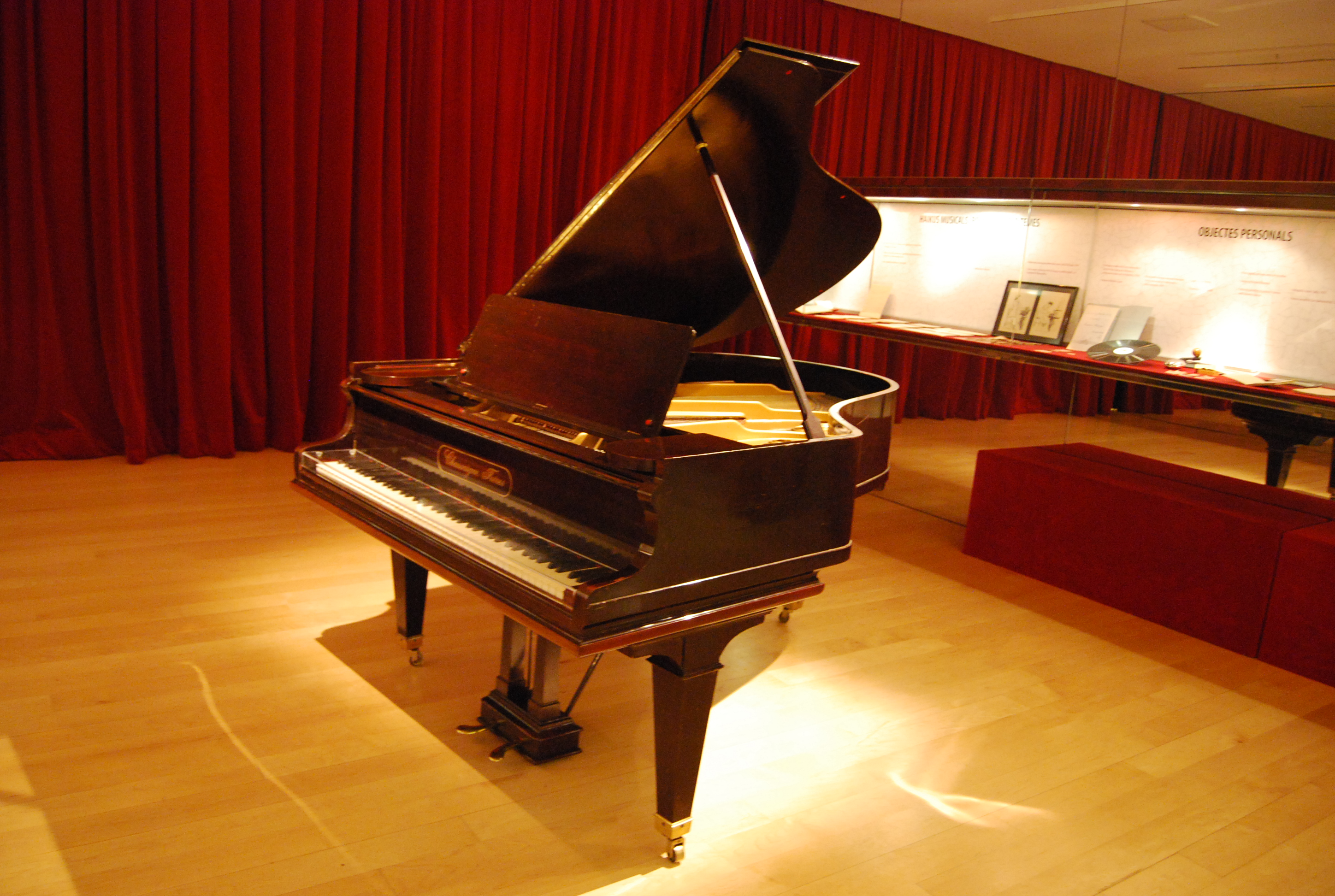
Piano de Mompou, en el Museo de la Música de Barcelona

Las tres variantes instrumentales de los cordófonos de teclado (clavicordio, clavicémbalo y piano) están muy presentes en la colección. Cabe destacar los clavicémbalos de Christian Zell de 1737, con los que se han efectuado algunas grabaciones, y de Carl Conradt Fleisher, ambos procedentes de Hamburgo. Junto con los cinco clavicémbalos, el fondo del Museo dispone de una cincuentena de pianos que ilustran la variedad de mecánicas y formas desarrolladas a lo largo del siglo XIX, como por ejemplo los pianos de mesa de los constructores Fernández y Miguel Slocker, de 1831, ambos utilizados para grabaciones, además de los pianos de cola del constructor Broadwood and Sons, de 1795, o el de Carl Rönisch, de 1905, que perteneció a Isaac Albéniz y que lleva su firma en el frontón.
La colección ofrece también ejemplares de las principales culturas no occidentales, como el sitar y el sarangi indios, el koto japonés y el rabé morisco.

#### Aerófonos

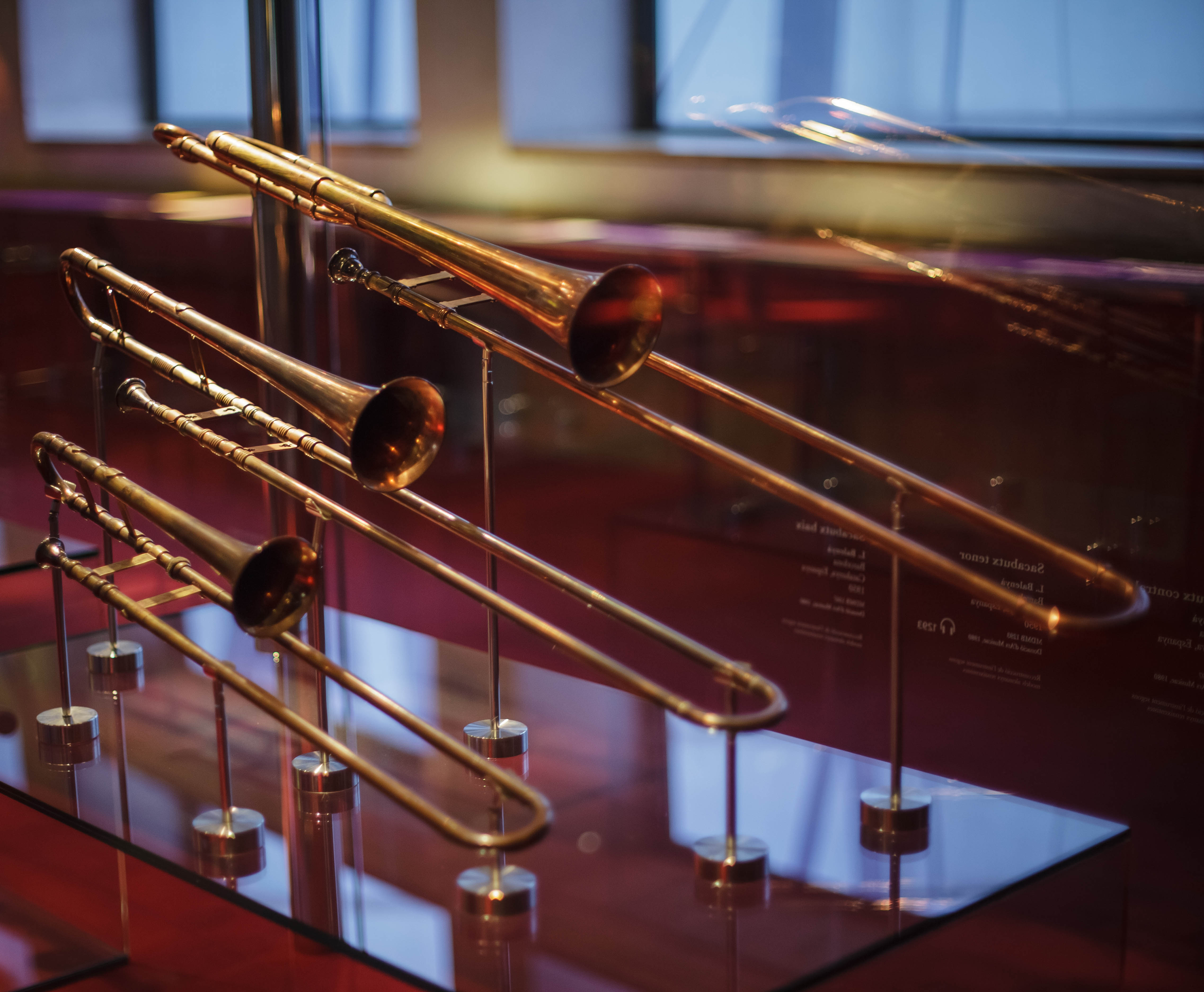
Sacabuches en el Museo

La colección del Museo recoge ampliamente la importante tradición constructora catalana de instrumentos de viento.
Es el caso de Oms, Montserrat, Francisco España y Xuriach, de quien disponemos de una flauta travesera y un clarinete. Cabe mencionar, además, el fagot metálico de Andrés Vidal o la tenora de José Ventura construida por Andreu Toron, de gran significación histórica local. En cuanto a instrumentos de metal, se conserva una gran variedad de ellos —como el curioso buccén (trombón) o el serpentón del siglo XVIII, proveniente de Francia—, con una representación de los numerosos sistemas desarrollados a lo largo de la historia, desde las varas correderas hasta las válvulas o pistones.
Además, el Museo tiene una colección de ocho órganos única en el mundo tanto por la cantidad como por la calidad individual de las piezas. Cabe destacar, por ejemplo, el órgano positivo de principios del siglo XVIII, construido por Manuel Pérez Molero y recientemente restaurado; el órgano con policromía atribuida a Joan Boscà, o el órgano barroco portátil de origen aragonés. Igualmente cabe mencionar el órgano-salterio de Josep Pujol del siglo XVIII, ejemplar único en el que el teclado adopta la forma de un salterio (es decir, las teclas ocupan la posición que tienen las cuerdas en este instrumento), y el claviórgano, uno de los pocos ejemplares que se conservan en el mundo, que consta de un órgano y un espacio destinado al clavicémbalo, que quedaba encajado en el órgano, con dos teclados, uno para el órgano y otro para el clavicémbalo, construido a finales del siglo XVI por el nuremburgués Laurentius Hauslaib.
Completan la colección aerófonos de culturas lejanas como las ocarinas precolombinas y otros instrumentos suramericanos y asiáticos.

#### Membranófonoseidiófonos

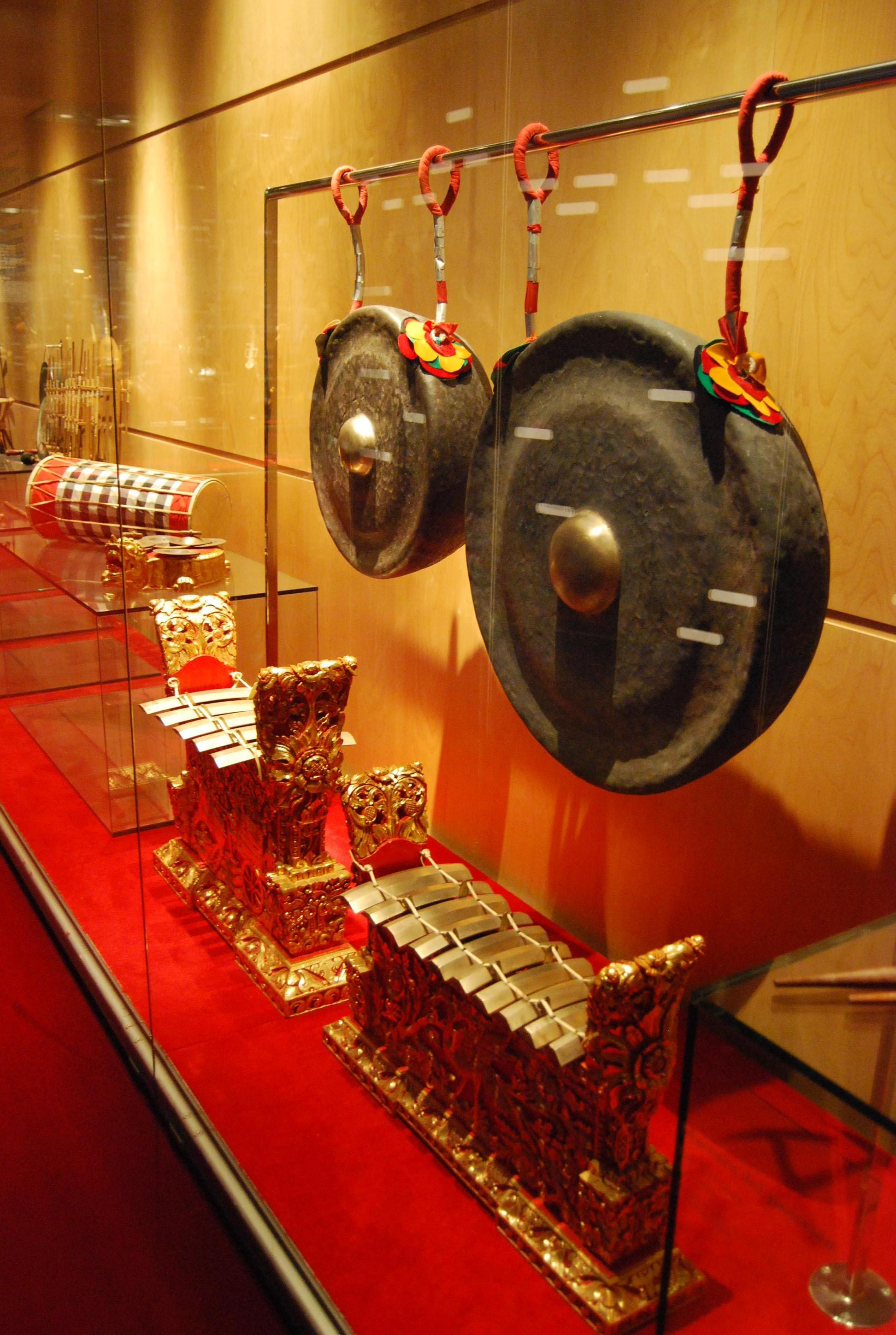
Gamelan de Bali

La colección de los instrumentos de percusión es muy variada, especialmente en piezas de carácter étnico y popular de África, América, Asia y Europa.
Destacan las piezas más emblemáticas de nuestra cultura, como el tamboril. La colección también incluye instrumentos de toda la península ibérica, como la colección de castañuelas, con ejemplares ibicencos, castellanos y andaluces. En cuanto al ámbito internacional, se conserva una extensa variedad de membranófonos, como las darbukas árabes, la tabla hindú o los daiko de Extremo Oriente, que figuran al lado de espectaculares idiófonos como el tam-tam de Nueva Guinea o los instrumentos de metal que forman el Gamelan de Bali.

#### Instrumentos mecánicos y electrófonos
La exposición permanente del Museo de la Música recoge una buena muestra de fonógrafos y gramófonos.

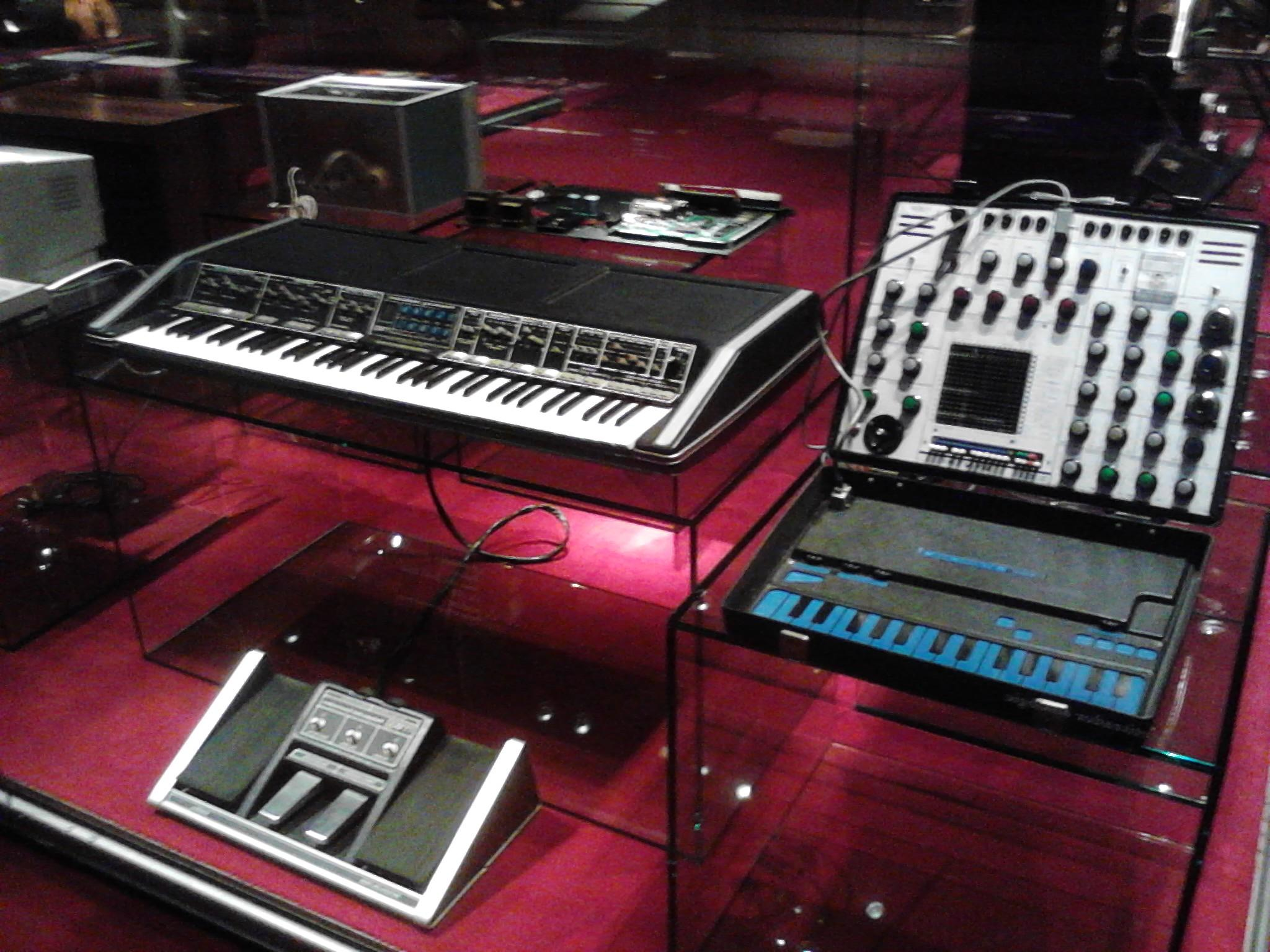
Synth: Teclado y Sintetizador

Se conocen como instrumentos mecánicos los que pueden ejecutar una música programada previamente, fijada en un soporte determinado (cilindro de púas, cinta perforada, disco perforado u otros). Este sistema de programación digital, precursor de las tecnologías actuales, se manifiesta en el Museo en las cajas de música, los órganos de manivela, las pianolas o el espectacular órgano de resorte del constructor Diego Evans, datado de 1762, un encargo de Carlos III de España. Complementa esta colección toda una extensa muestra de los inicios de la grabación musical analógica, con ejemplares de los fonógrafos y gramófonos que se desarrollaron en Europa y América durante el último tercio del siglo XIX y la primera mitad del siglo XX.
También se exhiben electrófonos (instrumentos electromecánicos, que mezclan elementos mecánicos y eléctricos para generar el sonido y/o ampliarlo), esenciales durante la evolución de la música del siglo XX i XXI.

### Archivo Histórico
Desde su fundación, el Museo ha recibido donaciones y legados de músicos estrechamente vinculados a la cultura musical barcelonesa. Con un total de 12 000 documentos, estos archivos particulares conservan desde obra manuscrita original hasta fotografías y documentación biográfica diversa, con una colección epistolar muy notable. Situado en la 3.ª planta de L'Auditori, el Archivo Histórico forma parte del Espacio de Documentación e Investigación del Museo de la Música.

#### FondoIsaac Albéniz
Donación de la nieta de Albéniz, cuantitativamente es el segundo fondo más importante del Museo.
Donado al Museo en dos entregas (en 1976 y en 1984), incluye el epistolario, sobre todo correspondencia con Malats, Granados y con su esposa, Rosa Jordana. Contiene una recopilación de documentación biográfica muy variada en la que puede encontrarse, entre otros, el acta de bautismo, los diarios Viaje a Hungría, diarios personales y el testamento del músico. Acompañando esta documentación, existen algunos objetos personales y una colección de fotografías con dedicatorias al compositor y a su hija Laura, como las de Morizt Rosenthal, Felip Pedrell, Ignacio Zuloaga, Enrique Granados y Rubinstein y las imágenes del cortejo funerario de Albéniz en Barcelona.
Custodia también una amplia e interesante biblioteca personal: 85 ítems correspondientes a ediciones de textos y tratados teóricos, biografías y estudios musicales. Entre ellos cabe destacar Le Théatre de R. Wagner, de Kufferath; Tractat pràctic d'harmonia, de Enric Morera; Jornadas de Arte, de Felip Pedrell, y Pepita Jiménez, de Juan Valera.
Contiene también una hemeroteca que es testimonio de su vida artística, recogida en diez volúmenes temático-cronológicos de notas, noticias y críticas de Albéniz como joven intérprete, compositor en Europa, comentarista y crítico, de su muerte y de reestrenos de sus obras.
El fondo se caracteriza por una partituroteca con un contenido destacable, como el manuscrito autógrafo 3.er. cuaderno Lavapiés Iberia (donación de Malats), King Arthur-Merlin (pruebas de grabador) y los impresos Marcha militar (1868), San Antonio de la Florida, King Arhur, Pepita Jiménez, To Nellie, Obra completa de Chopin, Cançons populars, de Francesc Alió y 50 Harpsichord Lessons, de Scarlatti.

#### Fondo Enrique Granados
El Fondo Enrique Granados fue cedido al Museo de la Música por la familia Carreras-Granados.
Llegó al Archivo en tres entregas. La primera la efectuaron directamente, en 1984, el Dr. Antoni Carreras y Verdaguer y su esposa, Natàlia Granados, hija del compositor, que habían custodiado todo el legado documental. Las otras, en los años 1991 y 1993, las realizó su hijo, Antoni Carreras i Granados, siguiendo la voluntad de sus padres y en representación de los descendientes actuales del compositor.
Incluye el epistolario, con cartas a Pau Casals, Enrique Fernández Arbós y Jules Massenet, entre otros; y documentación biográfica diversa y muy completa con programas de concierto, documentos relativos a la Academia Granados, recuerdos del estreno de Goyescas en Nueva York, documentación post mortem, etc.
También comprende una partituroteca amplia compuesta por una colección de apuntes y partituras autógrafas; entre ellas cabe destacar la orquestación de la ópera Goyescas y su versión pianística, los apuntes autógrafos de María del Carmen Azyulejos (Albéniz-Granados) y una colección muy completa de la obra impresa en ediciones antiguas.
Conserva también objetos personales, mobiliario y pintura y obra gráfica, en la que destacan los originales de Valentín de Zubiaurre, Marià Andreu o Ismael Smith, así como diversas fotografías, algunas de ellas con dedicatorias autógrafas de Apel les Mestres, Edouard Risler, Joaquim Malats, Charles Bériot y Conxita Badia.

#### FondoJoaquim Malats
El piano de estudio Gaveau figura entre los primeros de la colección del Museo, donativo de Mercè Ros, viuda de Malats.
En 1924, Mercè Ros, viuda de Malats, donó a la Escuela de Música un piano de estudio Gaveau que había sido del maestro Malats. El instrumento figura como uno de los primeros de la colección del Museo. Veinticinco años después se donó una segunda parte del fondo. En septiembre de 1982, la hija de Malats, Joaquima Malats, viuda de Pichot, entregó al Museo una parte muy notable del conjunto del actual legado conservado, en el que destaca la excelente y exhaustiva recopilación de prensa del periodo comprendido entre los años 1883 y 1913, además de un considerable epistolario con Isaac Albéniz, así como una colección muy amplia de retratos fotográficos del pianista y de fotografías dedicadas, entre ellas las de Maria Guerrero, Maria Gay, Mariano Benlliure y Enric Borràs. También conserva un álbum de dedicatorias y la medalla del premio del Conservatorio de París 1893, entre otros objetos personales, así como algunos ejemplares de pintura y obra gráfica.

#### FondoJuan Manén
Este legado fue entregado al Museo por los herederos del músico tras su muerte, en el año 1971.
Comprende una partituroteca con manuscritos autógrafos como las óperas Don Juan, Nerón y Acté y el ballet Rosario la Tirana, así como algunas partituras impresas como Juventus, Miniatures y el Concert per a oboè. Además, la colección de instrumentos del Museo conserva el violín donado por el propio Joan Manén en el año 1964 (reg. MDMB 851), con el que inauguró su carrera internacional de concertista, a los veinte años, en la sala Hochschul de Berlín el 9 de noviembre de 1904.

#### FondoEmili Pujol
Es un fondo procedente de la biblioteca particular del maestro Pujol y cedido en donación por M. Adelaide Robert, viuda de Pujol, en el año 1998.
Cinco años antes, su viuda había donado la guitarra de doce cuerdas de la colección de Emili Pujol, construida por Ignasi Fleta en el año 1957 (MDMB 1450). El fondo consta básicamente de literatura musical y métodos y tratados sobre laúd, vihuela de mano y guitarra. Es remarcable la colección de material diverso que contiene: apuntes, microfilmes que son fruto de la investigación y la labor como musicólogo de Pujol y una colección de libros formada aproximadamente por un centenar de volúmenes.

#### FondoMiquel Llobet
En el año 2002, el Museo de la Música adquirió una parte de este fondo conservado por Fernando Alonso.
El fondo contiene numerosa documentación biográfica del guitarrista, así como fotografías, hemeroteca y 25 partituras manuscritas autógrafas. Junto con la colección de guitarras que su hija Miguelina donó en 1953 y documentación diversa ya conservada en el Museo procedente de otros fondos relacionados, el Fondo Llobet aporta una interesante información para la documentación y el estudio de la guitarra y la escuela guitarrística catalana de mediados de siglo XX.

#### Otros fondos de interés
El Archivo contiene fondos de personajes e instituciones del mundo musical que han realizado donaciones más recientemente.
Estos fondos comprenden partes de documentación biográfica, epistolar, bibliográfica y fotográfica y, a su vez, están ligados a las donaciones de colecciones particulares de instrumentos. Podemos hablar de los fondos Ars Musicae, Llegat Lamaña, Nelly van Ree Bernard, Jordi Òdena, Enric Morera, Felip Pedrell, Cristòfol Taltabull, etc. Del mismo modo, el Archivo tutela fondos de autores vivos como Joan Guinjoan (partitura de la ópera Gaudí) y de instituciones como la Banda Municipal de Barcelona y la Asociación Wagneriana. Hoy en día, el Archivo Histórico ya se considera un punto de referencia para el estudio de la música a caballo entre los siglos XIX y XX.

### Fondo Sonoro
En el Fondo Sonoro del Museo de la Música se encuentran representados prácticamente todos los estadios evolutivos de la grabación digital y analógica de la música. A través de estos materiales puede realizarse un recorrido histórico por la música popular catalana de los últimos cien años, que se inicia con grabaciones del Orfeón Catalán y la Cobla de la Casa de Caritat de Barcelona de finales del siglo XIX.
Comenzando por los primeros soportes digitales, forman parte del Fondo Sonoro prácticamente 1800 cintas y tarjetas perforadas, entre ellas rollos de pianola, cintas para Manopan y para Organina Thibouville. Además de los perforados, destacan un centenar de discos y cilindros de púas. En cuanto a las grabaciones analógicas, se conservan más de 1600 cilindros de cera o baquelita y cerca de 3800 discos de 78, 45 y 33 revoluciones por minuto. Otras grabaciones históricas relevantes que pueden enumerarse son los másteres grabados por el violinista Joan Manén o una serie de rollos de pianola grabados por las manos de intérpretes de la talla de Granados, Saint-Saëns y Debussy, entre otros.

#### FondoAlain Daniélou
Daniélou estudió la cultura de la India, desde la religión, las lenguas, la filosofía y la arquitectura hasta su música. Creó en Berlín y Venecia dos institutos encargados de la conservación y difusión de las tradiciones musicales cultas de los países orientales. El Museo de la Música conserva, en el ámbito de las grabaciones magnéticas, 332 cintas magnéticas del fondo de Alain Daniélou, todas ellas con grabaciones de música étnica, principalmente oriental, efectuadas entre los años cuarenta y cincuenta del siglo XX.

## Actividades educativas
Otro aspecto importante del Museo de la Música es la cantidad de servicios, propuestas educativas y de ocio para los centros educativos, Universidades, escuelas de música y para la sociedad civil en general. El departamento de educación del museo ofrece las diferentes propuestas para el aprendizaje adaptadas a los diferentes tipos de público.
Diferentes lecturas didácticas de la exposición permanente son posibles gracias a los varios itinerarios temáticos complementados con audiovisuales. Estas lecturas se pueden adaptar en función de los intereses temáticos o preferencias, el nivel educativo o las diferentes edades del público. Los recorridos pueden ser con una visita dinamizada (con un monitor del museo) o con visita libre.

## Centro de restauración y estudio de los instrumentos
El museo cuenta con un centro propio de restauración y de estudio de los instrumentos de música, encargado de velar por las propias colecciones, tanto las expuestas como las almacenadas. El museo se encarga de analizar y estudiar los diferentes instrumentos de la colección con el objetivo de su uso pedagógico, el préstamo, el estudio o el uso musical. Al estudio de conservación el centro no sólo establece las medidas de conservación para cada instrumento en particular sino que establecen las posibilidades de uso y las propuestas de intervención.
La conservación es un aspecto prioritario por la recuperación y el mantenimiento de los instrumentos musicales. Por eso es responsabilidad del museo conseguir y mantener el entorno a conservación y exposición de los instrumentos más estable y adecuado, eliminando al máximo los riesgos de degradación de los mismos mientras son exhibidos, transportados o almacenados.
Las intervenciones de restauración se pueden iniciar gracias al estado de conservación y la documentación que se reúne de cada instrumento. Las restauraciones van desde la simple mejora del estado estético para tener una mejor comprensión del instrumento hasta prepararlo por el suyo os musical. Todas se realizan con procedimientos reversibles.
Para mantener los instrumentos en activo se autoriza el uso musical de algunos a intérpretes. El control de todos estos instrumentos es muy exhaustivo puesto que para evitar la degradación prefieren limitar el uso.

## Directores del museo
Lista de los directores del Museo de la Música desde que fue fundado:
- 1946-1980: Josep Ricart i Matas
- 1981-2011: Romà Escalas i Llimona
- Des del 2011: Berta Ribé i Oriol Rossinyol
- 2012-presente: Jaume Ayats

## Otros museos de instrumentos musicales
El Museo de la Música de Barcelona tiene sus homónimos en otros países europeos y en algunas ciudades de España. Algunos de los más grandes son:
- Musikmuseum, o Museo de la Música (Basilea), en Suiza: https://web.archive.org/web/20130509072018/http://www.hmb.ch/ueber-das-museum/vier-ausstellungshaeuser/Museumfuermusik.html
- Germanisches Nationalmuseum, en Nürnberg, Alemania: http://www.gnm.de/
- Museum für Musikinstrumente der Universität Leipzig, en Leipzig, Alemania: http://www.konferenz-kultur.de/
- Koninklijk Museum voor Midden-Afrika, en Tervuren, Bélgica: http://www.africamuseum.be/about-us
- Associazione Amici del Museo degli Strumenti Musicali, en Florencia, Italia: http://www.polomuseale.firenze.it/
- Cité de la musique, en París, Francia: http://www.citedelamusique.fr/francais/Default.aspx
- Museo de Instrumentos Musicales de Bruselas, en Bélgica: http://www.mim.be/en
- Ethnologisches Museum, Staatliche Museen zu Berlin, en Berlín, Alemania: https://web.archive.org/web/20130828111420/http://www.smb.museum/smb/sammlungen/details.php?objID=56&lang=en
- Musikmuseet, en Estocolmo, Suecia: https://web.archive.org/web/20131228175437/http://statensmusikverk.se/musikochteatermuseet/?l=en&saml_open=1
- Museo Interactivo de la Música de Málaga, en Andalucía: http://www.musicaenaccion.com/